# Produktionshalle

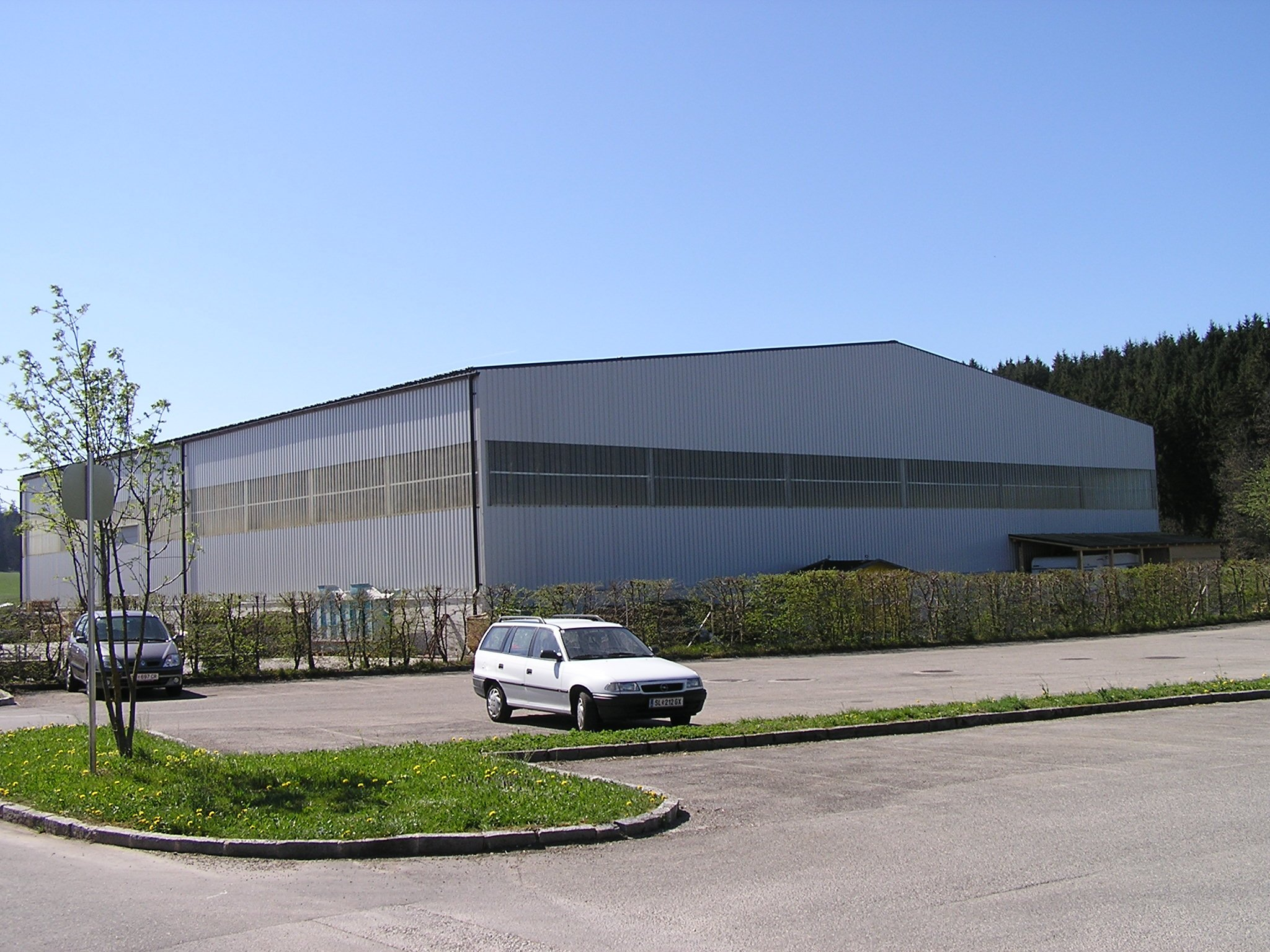
Ausführungsbeispiel einer Fabrikhalle in Salzburg (Österreich) unter Verwendung von Trapezblechen.

Eine Produktionshalle ist ein großflächiges, meist einstöckiges, ebenerdiges und überdachtes Gebäude, das in der Industrie den nötigen Arbeitsraum zur Herstellung von industriellen Produkten bereitstellt. Häufig werden diese Hallen aus Stahl gefertigt und nicht wie herkömmliche Gebäude in Deutschland aus Stein oder mit anderen Werkstoffen errichtet. Dies liegt zum einen an den Anforderungen und zum anderen an der schnellen wie (oft dadurch bedingt) kostengünstigeren Bauweise mit Stahlträgern und Fertigelementen aus Stahl wie Trapezblech oder Sandwichplatten. Sogenannte Kaltdachhallen sind unisoliert und dienen häufiger dem Unterstand denn als Produktionsstätte. Isolierte Hallen bieten witterungsunabhängig die Möglichkeit bei unterschiedlichen Temperaturen arbeiten zu können, was nicht nur Mitarbeiter, sondern auch die zu be-/verarbeitenden Werkstoffe betrifft.

## Anforderungen
Die Produktionshalle sollte eine möglichst große, ungeteilte Fläche haben, im Gegensatz zu einem "Produktionshochhaus" oder "Produktionshäuser". Dies ergibt sich aus dem oft großen Platzbedarf von Maschinen oder Produkten, der Forderung nach dem Minimieren von Produktwegen und der Forderung nach einem möglichst flexiblem Layout der Fertigung. Sie sollte möglichst ohne behindernden Wände und möglichst wenig Stützen auskommen. Aus Kostengründen ist die Halle so niedrig wie möglich, jedoch so hoch wie nötig auszulegen. Dies resultiert sich in der niedrigen Dachneigung von ca. 2 %, für die eine problemlose Entwässerung nötig sind. Sie sollte alle Anforderungen, die sich aus dem Produktionsprozess ergeben, optimal erfüllen. Dies beinhaltet ein übersichtliches und für spätere Veränderungen flexibles Layout.
Die Maschinen der Produktion benötigen oftmals eine Vielzahl von Versorgungsleitungen, wie beispielsweise Stromversorgung, Licht, Gebäudeautomatisation, Telekommunikation, Datennetzwerk, Feueralarm, Wasserversorgung, Wasserentsorgung, Löschwasser, Wärmemedium, Kältemedium, Raumheizung, Raumklimatisierung, Öl, Zuluft, Abluft, Process-Exhaust, Druckluft und andere Prozess-Gase. Diese oftmals vielfach verschachtelten einzelnen Bestandteile der „TGA“ (Technische Gebäudeausrüstung) miteinander räumlich während der Planung in Einklang zu bringen, wird als „Space Management“ bezeichnet. Da Produktionsstätten immer auch Arbeitsstätten sind, sollten sie möglichst ergonomische Verhältnisse bieten, hinsichtlich Beleuchtung, Temperatur, Feuchte, Zugluft, verwendeten Bauchemikalien etc.
Industrielle Produktionshallen sind längst weitgehend rationalisierte und standardisierte Bauwerke, die sich nicht sonderlich voneinander unterscheiden (soweit nicht extrem Wert auf eine abweichende Gestaltung gelegt wird).
Sie werden oftmals nach dem folgenden Muster erstellt:

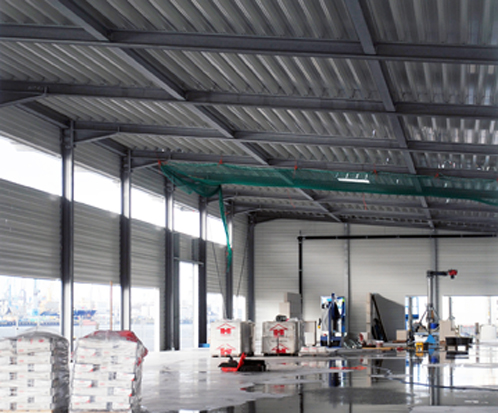
Baustellenfoto einer Halle mit feuerverzinkter Stahlskelett-Konstruktion.

Sie werden nach einem rechteckiges Layout, dessen einzelne Bereiche der späteren Nutzung entsprechend gestaltet sind, gebaut. Im einfachsten Fall werden die Ausgangsmaterialien an der einen Schmalseite angeliefert, die Produktion erfolgt in ihren verschiedenen Schritten längs der Halle, und die Auslieferung der fertigen Erzeugnisse erfolgt auf der gegenüberliegenden Schmalseite. Weiters sind die Einzelfundamente aus Stahlbeton unter jeder Stütze. Die Stützen sind Stahlstützen (eventuell Beton-Fertigteilstützen). Binder verbinden die Stützen quer zur Hallenachse miteinander. Bei großen Hallen (Spannweite) werden ab ca. 30 m Fachwerkbinder eingesetzt, bei kleineren Hallen setzt man auf Vollwandträger. Binder und Stützen bilden oft gemeinsam einen biegesteifen Rahmen aus. Die Hallenlängsträger (Pfetten und Riegel) verbinden die Binder miteinander. Die horizontale Steifigkeit erhält das Bauwerk durch Wand- und Dachverbände aus gekreuzten Zugstreben.
Auf den Pfetten liegt die Dachhaut (meist ein Trapezprofil), und an den Riegeln ist die Wandhaut befestigt (Trapezprofile oder Stahlblech-Kassettenprofile). Eine eventuelle Kranbahn liegt auf an den Stuetzen auskragenden Konsolen auf. Die Bodenplatte besteht aus gering bis gar nicht bewehrtem, jedoch qualitativ hochwertigem und oberflächenveredeltem Stahlbeton. In einer Installationsebene sind die vielfältigen Leitungsinstallationen unter dem Dachtragwerk von oben abgehängt, alle Maschinen werden von oben versorgt. Dies erleichtert die spätere Anpassung aller Installationen an geänderte Fertigungsabläufe erheblich.
Oftmals haben Produktionshallen an ihren Schmalseiten kleine Mezzanine, die sog. „Meisterbuden“. Dort werden Rohstoffe und Waren abgefertigt, aber auch die Produktion kontrolliert.
Produktionshallen der verschiedensten Größen (von 2.000 m² = sehr klein bis 100.000 m² = Größe einer Automobilfabrik) sind im Grunde genommen nach obigem Schema konzipiert.
Seit dem Boom der Solarenergie durch staatliche Förderung der Einspeisung wurden zunehmend nach Süden ausgerichtete Steildachhallen errichtet die vielerorts erst keine Funktion hatten außer Photovoltaikelementen eine Grundlage zu bilden, inzwischen werden immer mehr Hallen dieser Art nun einer sinnvollen Verwendung zugeführt.